# Ариста, Мариано
Мариано Ариста (исп. José Mariano Martín Buenaventura Ignacio Nepomuceno García de Arista Nuez; 26 июля 1802 — 7 августа 1855) — мексиканский военный и политический деятель, президент Мексики в 1851—1853 годах, ветеран Американо-мексиканской войны 1846—1848 годов.

## Биография
Мариано Ариста родился в городе Сан-Луис-Потоси. Первоначально был офицером испанской армии, позже присоединился к революционной армии Агустина Итурбиде. В Войну за независимость Техаса служил под началом Антонио Лопеса де Санта-Анны.
В 1838 году, во время Кондитерской войны, принимал участие в битве при Сан-Хуан-де-Улуа, которая закончилась для мексиканцев крайне неудачно.
В 1846 году участвовал в Американо-мексиканской войне. Командовал мексиканскими войсками во время битвы при Пало-Альто и битве у русла Де ла Пальмы. После битвы у русла Де ла Пальмы был отстранен от командования.
Ариста являлся приверженцем либеральной партии. В 1851 году он победил Хосе Хоакина де Эрреру на президентских выборах. На посту президента стремился установить финансовую стабильность в стране. Консервативное сопротивление поставило страну на грань восстания и привело к отставке и ссылке Аристы, в которую он отправился 1853 году.
Мариано Ариста умер на борту английского парохода «Тахо» во время путешествия из Лиссабона во Францию 7 августа 1855 года. В 1880 году его останки были возвращены в Мексику, где либеральная фракция объявила его национальным героем.